# Meteorite Valley
Das Meteorite Valley (englisch für Meteoritental) ist ein 2,5 km langes und zwischen 1,0 und 1,8 km breites Tal im ostantarktischen Viktorialand. In den Outback-Nunatakkern durchschneidet es den südlichen Teil des Frontier Mountain in südwest-nordöstlicher Ausrichtung. Es liegt zwischen 1900 und 2300 m Höhe, während die es flankierenden Hänge bis zu 2600 m erreichen.
Deutsche Geologen benannten es 1984 nach den zahlreich hier gefundenen Meteoriten.